# Elezioni parlamentari in Germania del 1936
Le elezioni parlamentari in Germania del 1936 si tennero il 29 marzo. Le elezioni avvennero sotto forma di un referendum con un solo quesito, che chiedeva ai votanti se approvavano l'occupazione militare della Renania ed una lista unica per il Reichstag composta esclusivamente da nazisti ed indipendenti filonazisti. Come le precedenti, anche le elezioni del 1936 furono caratterizzate da un'alta affluenza (ufficialmente del 99,00%) e da un risultato fortemente irregolare. Con un espediente propagandistico, alcuni votanti furono portati a bordo dei dirigibili Graf Zeppelin e Hindenburg, che sorvolarono la Renania mentre le persone a bordo votavano.

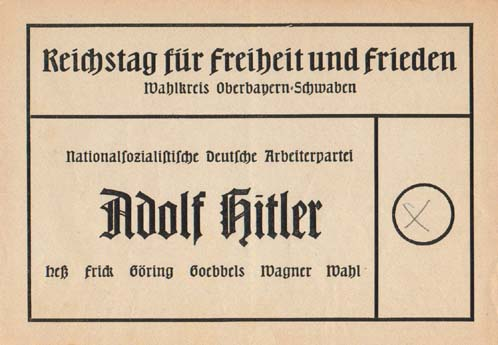
Immagine della circoscrizione dell'Alta Svevia-Baviera, quella di Hitler, in cui vi erano sette candidati prestabiliti. I votanti potevano solo accettare o rifiutare quest'opzione, poiché non c'erano altre liste legali

Si trattò delle prime elezioni tedesche che si tennero dopo l'attuazione delle leggi di Norimberga, che avevano tolto i diritti di cittadinanza (incluso il diritto di voto) agli ebrei e alle altre minoranze etniche. Nelle precedenti consultazioni elettorali, gli ebrei, i polacchi e le altre minoranze etniche avevano potuto votare senza grandi interferenze, ed erano stati incoraggiati persino a votare contro i nazisti, soprattutto nei distretti che avevano delle larghe minoranze etniche. La loro esclusione dal processo elettorale fu la causa principale del crollo delle schede bianche e nulle, che scese da oltre 5 milioni nel 1934 ad appena mezzo milione nel 1936. Il regime abbassò anche l'età minima per il voto, per assicurare che l'elettorato fosse ampio all'incirca quanto nel 1934.
Il nuovo Reichstag si riunì per le procedure formali il 30 gennaio 1937 per rieleggere il Presidium ed Hermann Göring come Presidente del Reichstag.

## Risultati
| Opzione                    | Voti       | %     | Seggi |
| -------------------------- | ---------- | ----- | ----- |
| A favore                   | 44 462 458 | 98.80 | 741   |
| Contro                     | 540 244    | 1.20  | –     |
| Schede nulle               | 540 244    | 1.20  | –     |
| Totale                     | 45 002 702 | 100   | 741   |
| Elettorato/affluenza       | 45 455 217 | 99.00 | –     |
| Fonte: Nohlen, Stöver 2010 |            |       |       |